# 24h Le Mans 1923
24h Le Mans 1923 – pierwsza edycja długodystansowego wyścigu 24h Le Mans. Wyścig odbył się w dniach 26–27 maja 1923, udział w nim wzięło 66 kierowców z 5 państw.

## Informacje
| Statystyki                  | Statystyki           |
| --------------------------- | -------------------- |
| Długość okrążenia           | 17,262 km            |
| Dystans wyścigu             | 2 209,540 km         |
| Średnia prędkość            | 92,064 km/h          |
| Przewaga lidera             | 69,048 km            |
| Najszybsze okrążenie        | Frank Clement (9:39) |
| Kierowcy według narodowości |                      |
| Francja                     | 59                   |
| Belgia                      | 4                    |
| Kanada                      | 1                    |
| Szwajcaria                  | 1                    |
| Wielka Brytania             | 1                    |
| Łącznie                     | 66                   |

## Wyniki wyścigu
| Poz.  | Klasa | Nr. | Zespół                                                        | Kierowcy                                       | Samochód                        | Okrążenia |
| Poz.  | Klasa | Nr. | Zespół                                                        | Kierowcy                                       | Silnik                          | Okrążenia |
| ----- | ----- | --- | ------------------------------------------------------------- | ---------------------------------------------- | ------------------------------- | --------- |
| 1     | 3.0   | 9   | -                                                             | André Lagache René Léonard                     | Chenard & Walcker Sport         | 128       |
| 1     | 3.0   | 9   | -                                                             | André Lagache René Léonard                     | Chenard & Walcker 3.0L I4       | 128       |
| 2     | 3.0   | 10  | -                                                             | Raoul Bachmann Christian Dauvergne             | Chenard & Walcker Sport         | 124       |
| 2     | 3.0   | 10  | -                                                             | Raoul Bachmann Christian Dauvergne             | Chenard & Walcker 3.0L I4       | 124       |
| 3     | 2.0   | 23  | -                                                             | Paul Gros Raymond de Tornaco                   | Bignan 11HP Desmo Sport         | 120       |
| 3     | 2.0   | 23  | -                                                             | Paul Gros Raymond de Tornaco                   | Bignan 2.0L I4                  | 120       |
| 4     | 3.0   | 8   | Capt. J.F. Duff                                               | John Duff Frank Clement                        | Bentley 3 Litre Sport           | 112       |
| 4     | 3.0   | 8   | Capt. J.F. Duff                                               | John Duff Frank Clement                        | Bentley 3.0L I4                 | 112       |
| 5     | 2.0   | 24  | -                                                             | Philippe de Marne Jean Martin                  | Bignan 11HP Commercial          | 112       |
| 5     | 2.0   | 24  | -                                                             | Philippe de Marne Jean Martin                  | Bignan 2.0L I4                  | 112       |
| 6     | 8.0   | 1   | Compagnie Nationale Excelsior                                 | André Dills Nicolas Caerels                    | Excelsior Albert 1er            | 112       |
| 6     | 8.0   | 1   | Compagnie Nationale Excelsior                                 | André Dills Nicolas Caerels                    | Excelsior 5.3L I6               | 112       |
| 7     | 3.0   | 11  | -                                                             | Fernand Bachmann Raymond Glaszmann             | Chenard & Walcker Tourisme      | 110       |
| 7     | 3.0   | 11  | -                                                             | Fernand Bachmann Raymond Glaszmann             | Chenard & Walcker 3.0L I4       | 110       |
| 8     | 5.0   | 7   | -                                                             | Gérard de Courcelles André Rossignol           | Lorraine-Dietrich B3-6          | 108       |
| 8     | 5.0   | 7   | -                                                             | Gérard de Courcelles André Rossignol           | Lorraine-Dietrich 3.4L I6       | 108       |
| 9     | 8.0   | 2   | Compagnie Nationale Excelsior                                 | Gonzaque Lécureul „Flaud”                      | Excelsior Albert 1er            | 106       |
| 9     | 8.0   | 2   | Compagnie Nationale Excelsior                                 | Gonzaque Lécureul „Flaud”                      | Excelsior 5.3L I6               | 106       |
| 10    | 1.5   | 28  | -                                                             | Max de Pourtealés Sosthène de la Rochefoucauld | Bugatti Brescia 16S             | 104       |
| 10    | 1.5   | 28  | -                                                             | Max de Pourtealés Sosthène de la Rochefoucauld | Bugatti 1.5L I4                 | 104       |
| 11    | 3.0   | 17  | -                                                             | „Migeot” Eugéne Verpault                       | Brasier TC4                     | 99        |
| 11    | 3.0   | 17  | -                                                             | „Migeot” Eugéne Verpault                       | Brasier 2.1L I4                 | 99        |
| 12    | 1.1   | 34  | -                                                             | Lucien Desvaux Georges Casse                   | Salmson VAL3                    | 98        |
| 12    | 1.1   | 34  | -                                                             | Lucien Desvaux Georges Casse                   | Salmson 1.1L I4                 | 98        |
| 13    | 3.0   | 16  | -                                                             | „Belbue” Paul Torchy                           | Delage DE 11HP                  | 98        |
| 13    | 3.0   | 16  | -                                                             | „Belbue” Paul Torchy                           | Delage 2.1L I4                  | 98        |
| 14    | 3.0   | 19  | -                                                             | Charles Montier Alber Ouriou                   | Montier Speciale (Ford Model T) | 97        |
| 14    | 3.0   | 19  | -                                                             | Charles Montier Alber Ouriou                   | Montier 2.0L I4                 | 97        |
| 15    | 1.1   | 33  | -                                                             | Maurice Benoist Luis Ramon Buenovinci          | Salmson VAL3                    | 93        |
| 15    | 1.1   | 33  | -                                                             | Maurice Benoist Luis Ramon Buenovinci          | Salmson 1.1L I4                 | 93        |
| 16    | 2.0   | 21  | -                                                             | M. Cappé Jean Dourianou                        | Georges Irat 4/A3               | 93        |
| 16    | 2.0   | 21  | -                                                             | M. Cappé Jean Dourianou                        | Georges Irat 2.0L I4            | 93        |
| 17    | 3.0   | 14  | -                                                             | Jean de Marguenat Gaston Delalande             | Rolland-Pilain B22              | 92        |
| 17    | 3.0   | 14  | -                                                             | Jean de Marguenat Gaston Delalande             | Rolland-Pilain 2.3L I4          | 92        |
| 18    | 1.1   | 35  | -                                                             | Maurice Boutmy Jérôme Marcandanti              | Amilcar CV                      | 89        |
| 18    | 1.1   | 35  | -                                                             | Maurice Boutmy Jérôme Marcandanti              | Amilcar 1.0L I4                 | 89        |
| 19    | 5.0   | 5   | -                                                             | Robert Bloch „Stalter”                         | Lorraine-Dietrich               | 88        |
| 19    | 5.0   | 5   | -                                                             | Robert Bloch „Stalter”                         | Lorraine-Dietrich 3.4L I6       | 88        |
| 20    | 3.0   | 12  | -                                                             | Edouard Probst „Redon”                         | Berliet VH 12HP                 | 88        |
| 20    | 3.0   | 12  | -                                                             | Edouard Probst „Redon”                         | Berliet 2.6L I4                 | 88        |
| 21    | 3.0   | 15  | -                                                             | Louis Sire Georges Guignard                    | Rolland-Pilain R                | 84        |
| 21    | 3.0   | 15  | -                                                             | Louis Sire Georges Guignard                    | Rolland-Pilain 2.2L I4          | 84        |
| 22    | 1.5   | 29  | -                                                             | Louis Pichard René Marie                       | Bugatti Brescia 16S             | 82        |
| 22    | 1.5   | 29  | -                                                             | Louis Pichard René Marie                       | Bugatti 1.5L I4                 | 82        |
| 23    | 2.0   | 25  | -                                                             | Jean Pouzet Edmond Pichon                      | Rolland-Pilain RP               | 80        |
| 23    | 2.0   | 25  | -                                                             | Jean Pouzet Edmond Pichon                      | Rolland-Pilain 1.9L I4          | 80        |
| 24    | 2.0   | 24  | -                                                             | Jules Robin Gérard Mariner                     | Rolland-Pilain RP               | 80        |
| 24    | 2.0   | 24  | -                                                             | Jules Robin Gérard Mariner                     | Rolland-Pilain 1.9L I4          | 80        |
| 25    | 1.5   | 30  | -                                                             | Louis Balart Charles Drouin                    | Corre La Licorne                | 80        |
| 25    | 1.5   | 30  | -                                                             | Louis Balart Charles Drouin                    | Corre 1.4L I4                   | 80        |
| 26    | 2.0   | 27  | -                                                             | Léon Molon Lucien Molon                        | Vinot Deguingand BP 10HP        | 77        |
| 26    | 2.0   | 27  | -                                                             | Léon Molon Lucien Molon                        | Vinot Deguingand 1.8L I4        | 77        |
| 27    | 3.0   | 18  | -                                                             | „Maillon” Léopold Jougeut                      | Brasier TB4                     | 76        |
| 27    | 3.0   | 18  | -                                                             | „Maillon” Léopold Jougeut                      | Brasier 2.1L I4                 | 76        |
| 28    | 2.0   | 20  | -                                                             | Albert Colomb W. Lestienne                     | Corre La Licorne EV 12CV        | 74        |
| 28    | 2.0   | 20  | -                                                             | Albert Colomb W. Lestienne                     | Corre 2.0L I4                   | 74        |
| 29    | 2.0   | 22  | -                                                             | „Milhaud” Pierre Malleveau                     | Georges Irat 4/A3               | 73        |
| 29    | 2.0   | 22  | -                                                             | „Milhaud” Pierre Malleveau                     | Georges Irat 2.0L I4            | 73        |
| 30    | 1.1   | 32  | Société des Automobiles a Refroidissements par Air (S.A.R.A.) | Lucien Erb Robert Battagliola                  | S.A.R.A. ATS                    | 57        |
| 30    | 1.1   | 32  | Société des Automobiles a Refroidissements par Air (S.A.R.A.) | Lucien Erb Robert Battagliola                  | S.A.R.A. 1.1L I4                | 57        |
| 31 NU | 5.0   | 6   | -                                                             | Henri Stoffel R. Labouchére                    | Lorraine-Dietrich B3-6          | 50        |
| 31 NU | 5.0   | 6   | -                                                             | Henri Stoffel R. Labouchére                    | Lorraine-Dietrich 3.4L I6       | 50        |
| 32 NU | 3.0   | 13  | -                                                             | Roland Jacquot Georges Ribail                  | Brasier VH 12HP                 | 44        |
| 32 NU | 3.0   | 13  | -                                                             | Roland Jacquot Georges Ribail                  | Brasier 2.6L I4                 | 44        |
| 33 NU | 1.1   | 31  | Société des Automobiles a Refroidissements par Air (S.A.R.A.) | Francois Piazzoli André Marandet               | S.A.R.A. ATS                    | 14        |
| 33 NU | 1.1   | 31  | Société des Automobiles a Refroidissements par Air (S.A.R.A.) | Francois Piazzoli André Marandet               | S.A.R.A. 1.1L I4                | 14        |
| Poz.  | Klasa | Nr. | Zespół                                                        | Kierowcy                                       | Samochód                        | Okrążenia |
| Poz.  | Klasa | Nr. | Zespół                                                        | Kierowcy                                       | Silnik                          | Okrążenia |

| Legenda | Legenda              |
| ------- | -------------------- |
| 7       | Najszybsze okrążenie |
| 31 NU   | Nie ukończyli        |